# Edwin Roberts
Edwin Roberts é um antigo velocista de Trinidad e Tobago. Competiu nos Jogos Olímpicos de 1964, 1968 e 1972 em varias provas de velocidade. Ganhou duas medalhas de bronze na edição em 1964, uma na competição de 200 metros e outra na estafeta de 4x400 metros.
Nasceu a 12 de agosto de 1941 em Belmont, Port of Spain, Trinidad e Tobago. Frequentou a North Carolina Central University em 
Durham, Carolina do Norte.